# Pole magnetyczne

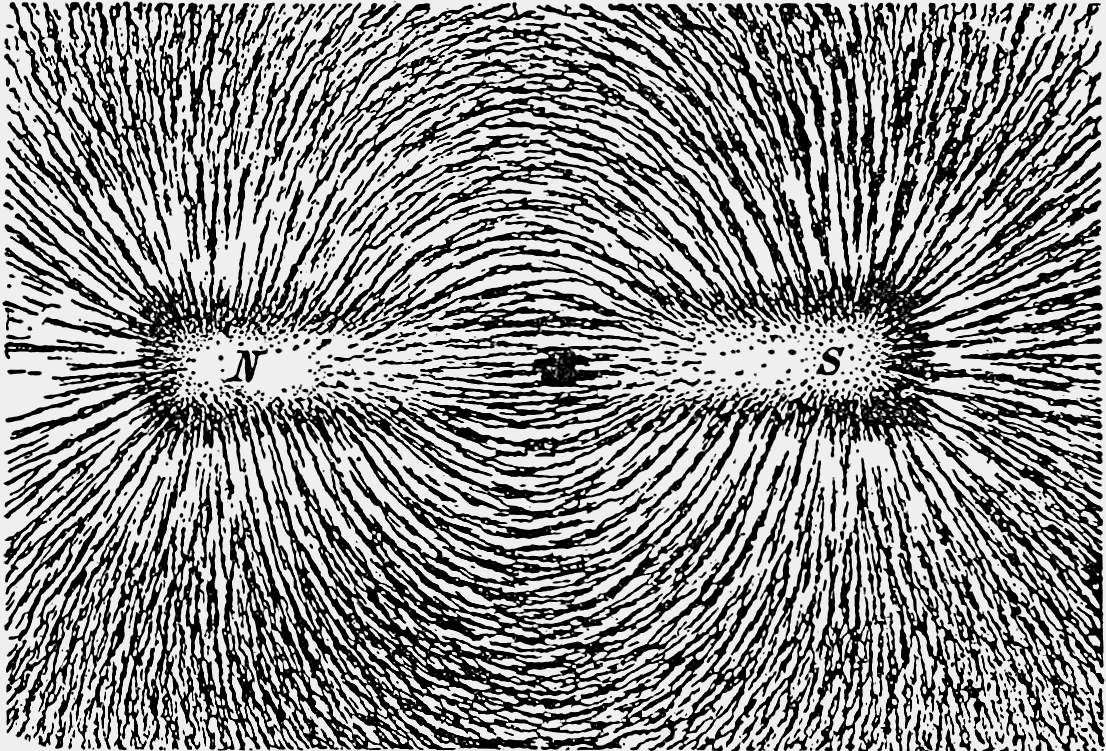
Linie pola magnetycznego (uzyskane za pomocą opiłków ferromagnetycznego żelaza) dookoła magnesu sztabkowego

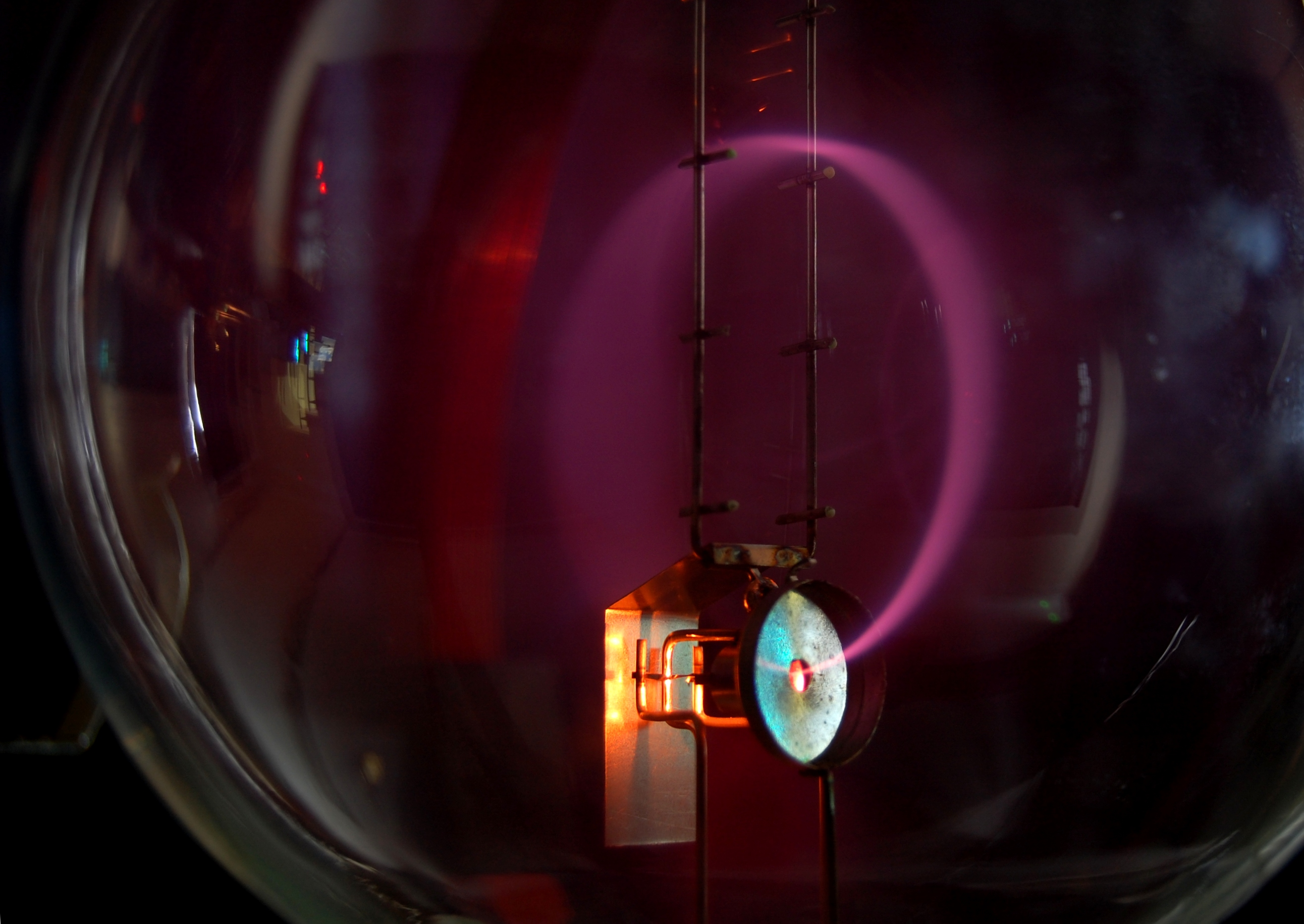
Wiązka elektronów poruszających się po orbicie kołowej w stałym polu magnetycznym

Pole magnetyczne – stan przestrzeni, w której siły działają na poruszające się ładunki elektryczne, a także na ciała mające moment magnetyczny niezależnie od ich ruchu. Pole magnetyczne, obok pola elektrycznego, jest przejawem pola elektromagnetycznego. W zależności od układu odniesienia, w jakim znajduje się obserwator, to samo zjawisko może być opisywane jako objaw pola elektrycznego, magnetycznego albo obu.

## Własności pola magnetycznego
Pole magnetyczne jest polem wektorowym. Wielkościami fizycznymi używanymi do opisu pola magnetycznego są: indukcja magnetyczna B oraz natężenie pola magnetycznego H. Między tymi wielkościami zachodzi związek
{\displaystyle {\vec {B}}=\mu {\vec {H}},}
gdzie:
{\displaystyle {\vec {B}}} – wektor indukcji magnetycznej {\displaystyle \mathrm {[T]} ,}
{\displaystyle \mu } – przenikalność magnetyczna ośrodka {\displaystyle \mathrm {[H/m]} ,}
{\displaystyle {\vec {H}}} – wektor natężenia pola magnetycznego {\displaystyle \mathrm {[A/m]} .}
Pole magnetyczne definiuje się przez siłę, jaka działa na poruszający się ładunek w tym polu, zwaną siłą Lorentza. W układzie SI siła ta wyraża się wzorem:
{\displaystyle {\vec {F}}=q{\vec {v}}\times {\vec {B}},}
gdzie:
{\displaystyle {\vec {F}}} – siła działająca na ładunek,
{\displaystyle \times } – symbol iloczynu wektorowego,
{\displaystyle q} – ładunek elektryczny,
{\displaystyle {\vec {v}}} – prędkość ładunku,
{\displaystyle {\vec {B}}} – wektor indukcji magnetycznej.
Wzór na siłę zapisany skalarnie ma postać:
{\displaystyle F=qvB\sin \alpha ,}
gdzie {\displaystyle \alpha } to kąt pomiędzy wektorem prędkości a indukcji magnetycznej.
Obrazowo pole magnetyczne przedstawia się jako linie pola magnetycznego. Kierunek pola określa ustawienie igły magnetycznej lub obwodu, w którym płynie prąd elektryczny.
Pole magnetyczne kołowe jest to pole, którego linie układają się we współśrodkowe okręgi. Pole takie jest wytwarzane przez nieskończenie długi prostoliniowy przewodnik. Indukcja magnetyczna takiego pola maleje odwrotnie proporcjonalnie do odległości od przewodnika.

## Źródła pola magnetycznego
Stałe pole magnetyczne jest wywoływane przez ładunki elektryczne znajdujące się w ruchu jednostajnym. Dlatego też przepływ prądu (który też jest ruchem ładunków elektrycznych) wytwarza pole magnetyczne. Ładunki poruszające się ruchem zmiennym (np. hamowane) powodują powstawanie zmiennego pola magnetycznego, które rozchodzi się jako fala elektromagnetyczna. Powstawanie pola magnetycznego na skutek przepływu prądu elektrycznego i innych ruchów ładunków elektrycznych opisuje prawo Biota-Savarta oraz prawo Ampère’a, które w postaci uogólnionej wchodzą w skład równań Maxwella.
Niektóre materiały magnetyczne, jak np. ferromagnetyki, wytwarzają stałe pole magnetyczne. Jest to spowodowane superpozycją orbitalnych momentów magnetycznych elektronów (w półklasycznym modelu Bohra przez orbitalny ruch obdarzonych ładunkiem elektrycznym elektronów wokół jądra). Zjawisko to jest dokładniej wyjaśnione w opisie magnetyzmu.
Pole magnetyczne jest też wytwarzane przez zmienne pole elektryczne. Z kolei zmienne pole magnetyczne wytwarza pole elektryczne. Takie wzajemnie indukowanie się pól zachodzi w fali elektromagnetycznej. Stałe w czasie pole magnetyczne nie wytwarza pola elektrycznego – wynika to wprost z równań Maxwella.
Pole magnetyczne jest bezźródłowe, co wyraża prawo Gaussa dla magnetyzmu. Wynika z niego, że linie pola magnetycznego tworzą zamknięte krzywe, nie zaczynają się, ani się nie kończą – inaczej niż w polu elektrycznym, gdzie linie pola elektrostatycznego wychodzą z ładunków dodatnich i zbiegają się w ładunkach ujemnych.
W 2001 roku udało się zbudować urządzenie generujące pole magnetyczne o indukcji magnetycznej 2800 T.

## Pole magnetyczne jako konsekwencja szczególnej teorii względności
Pole magnetyczne, będące składnikiem pola elektromagnetycznego, jest różnie widziane w zależności od obserwatora. Wielkości pól elektrycznego i magnetycznego zależą od układu odniesienia obserwatora (transformata pola). Powstawanie pola magnetycznego w wyniku przepływu prądu (ruchu ładunków) można tłumaczyć jako konsekwencję skrócenia przestrzeni dla poruszających się ładunków (skrócenie Lorentza), skutkującego powstawaniem różnicy między ładunkami poruszającymi się i spoczywającymi. W efekcie tego pojawia się dodatkowa siła kulombowska pomiędzy tymi ładunkami. Pole magnetyczne jest nierozerwalnie związane z polem elektrycznym. Pole magnetyczne jest w istocie swego rodzaju „pomocniczym polem” w rozważaniach oddziaływań elektromagnetycznych. W rzeczywistości jest ono polem elektrycznym, pojawiającym się „dodatkowo” w odniesieniu do wzajemnie ruchomych ładunków jako konsekwencja szczególnej teorii względności Einsteina. Teoretycznie można by tak skonstruować prawa elektromagnetyzmu, by nie było w nich pola magnetycznego, jednak byłyby one niewygodne w użyciu.